# Alberto Rojas
Alberto Rojas (Monterrey, 27 de març de 1944-Ciutat de Mèxic, 21 de febrer de 2016), més conegut com "El cavall", va ser un actor i director de cinema mexicà amb una extensa carrera cinematogràfica que va començar a finals de la dècada de 1960. És un dels actors més reconeguts en el gènere de la comèdia eròtica mexicana i el cine de ficheras.
Va morir el 21 de febrer de 2016 als 71 anys de càncer de bufeta.

## Filmografia

### Com a actor
- 1969 - Santo en el tesoro de Drácula
- 1974 - Detective de hotel
- 1975 - El albañil
- 1978 - Oye Salomé!
- 1978-1979 - El mundo de Luis de Alba
- 1979 - Muñecas de medianoche
- 1980 - El siete vidas
- 1980 - Burlesque
- 1981 - El mil usos
- 1982 - La pulquería 2
- 1982 - Un macho en la casa de citas
- 1982 - El ratero de la vecindad
- 1983 - Las perfumadas
- 1984 - Piernas cruzadas
- 1984 - La pulquería 3
- 1984 - Perico el de los Palotes
- 1986 - Esta noche cena Pancho
- 1986 - Un macho en la cárcel de mujeres
- 1986 - Tres mexicanos ardientes
- 1987 - Qué buena está mi ahijada
- 1988 - Pancho el sancho
- 1989 - El Garañón
- 1993 - Mi novia ya no es Virginia
- 1996 - Loca academia de modelos
- 1997 - La jaula del pájaro
- 1999 - Bill Gritón vs Mónica del Whisky
- 2009 - Central de Abasto
- 2013 - El sexo me da risa 3
- 2014 - El crimen del Cácaro Gumaro

### Com a director
- 2006 - No me toquen eso
- 2001 - Un ratero muy... decente
- 1999 - Bill Gritón vs Mónica del Whisky
- 1998 - Me asusta pero me gusta
- 1997 - La jaula del pájaro
- 1991 - Dos nacos en el planeta de las mujeres
- 1991 - Papito querido
- 1990 - El garañón 2
- 1989 - Un macho en el hotel
- 1989 - Un macho en la tortería
- 1982 - Un macho en la casa de citas
- 1982 - Un macho y sus puchachas